# Kobjeglava
Kobjeglava – wieś w Słowenii, w gminie Komen. W 2018 roku liczyła 184 mieszkańców.